# Остей

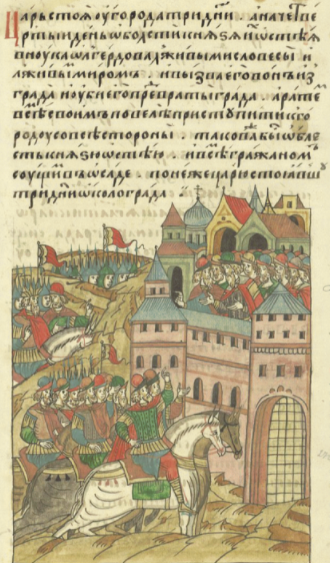
Остей ведёт переговоры с ордынцами

Остей (? — 26 августа 1382) — один из князей династии Гедиминовичей на московской службе, участник борьбы против Золотой Орды в правление Дмитрия Донского, упомянутый в русских летописях как внук Ольгерда.
Исследователи предполагают в нём сына Андрея Ольгердовича либо Дмитрия Ольгердовича.
Руководил обороной Москвы от золотоордынского хана Тохтамыша в 1382 году. Погиб вне города непосредственно перед его разорением татарами. Считается, что осаждённые были обмануты находившимися в стане Тохтамыша нижегородскими княжичами Василием и Семёном, открыли ворота и вышли к хану с дарами.